# Conus emarginatus
Conus emarginatus é uma espécie de gastrópode do gênero Conus, pertencente à família Conidae.

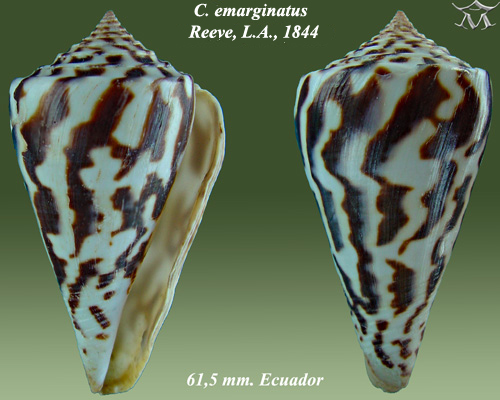
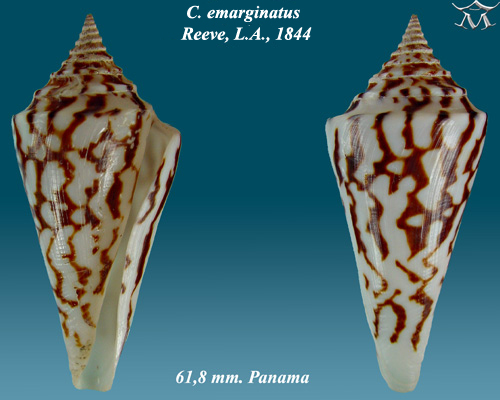